# 施泰爾馬克州
施泰爾馬克州（德語：Steiermark，[ˈʃtaɪɐˌmaʁk] ⓘ），或依其英語名稱譯為史泰利亞州（Styria），是奥地利的一個聯邦州，位于奥地利的東南部。它以16.392平方公里成為面積第二大的邦，與上奥地利州、下奥地利州、萨尔茨堡州、布尔根兰州、克恩顿州和斯洛文尼亞接壤。人口1,243,052，首府是格拉茨 （2019年）。

## 歷史
由于施蒂利亞公國在奥匈帝国1918年解体時被分割，兩國的認知不同。斯洛維尼亞的施蒂利亞也可稱爲下施蒂利亞，與整個奥地利的施泰爾馬克州──斯洛維尼亞所認知的上施蒂利亞──相對。不過對奥地利而言，奥地利的上施泰爾馬克（上施蒂利亞）指施泰爾馬克州北部，穆尔河畔布鲁克鎮的臨近叢林地區。另外亦有分別在格拉茨市東西方的東施泰爾馬克（東施蒂利亞）和西施泰爾馬克（西施蒂利亞）的地區名詞。

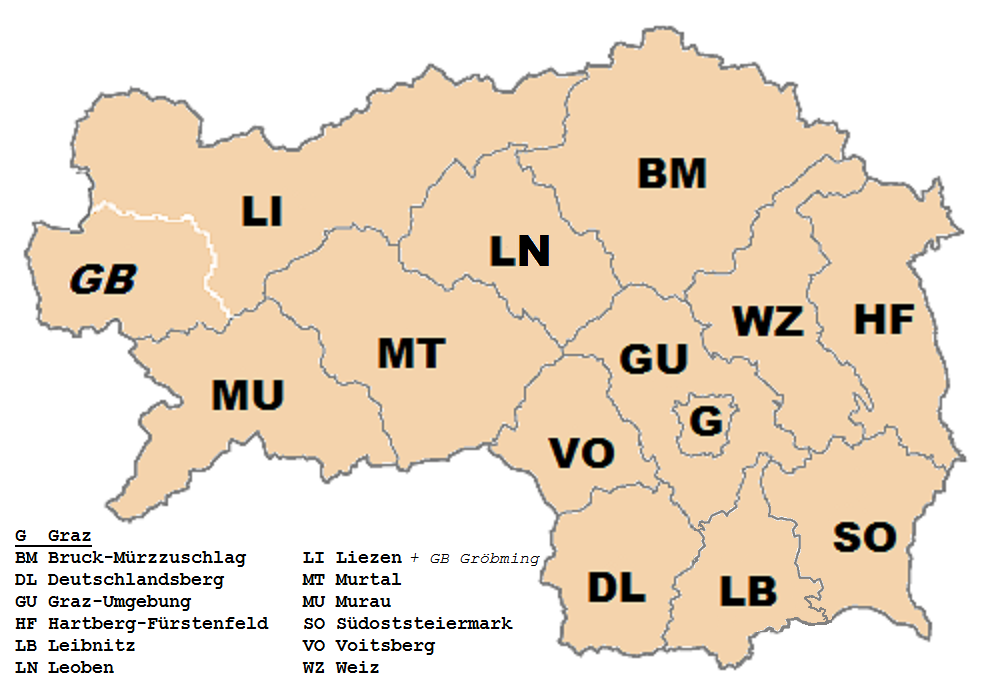
施泰爾馬克州的行政區劃

## 著名人士
出身自施泰爾馬克州的名人有美國健身運動員和演員，後來成為美国加利福尼亞州州長的阿諾·施瓦辛格和2004年諾貝爾文學獎得主艾爾弗雷德·耶利內克。